# Риу-Сону

Риу-Сону на карте штата.

Риу-Сону (порт. Rio Sono) — муниципалитет в Бразилии, входит в штат Токантинс. Составная часть мезорегиона Восточный Токантинс. Входит в экономико-статистический микрорегион Жалапан. Население составляет  6 254 человека на 2010 год. Занимает площадь 6 354,367 км². Плотность населения — 0,98 чел./км².
Праздник города —  14 мая.

## Демография
Согласно сведениям, собранным в ходе переписи 2010 г. Национальным институтом географии и статистики (IBGE), население муниципалитета составляет:
| Полное население                               | Полное население                               | Полное население                               | Полное население                               | 6 254 |
| ---------------------------------------------- | ---------------------------------------------- | ---------------------------------------------- | ---------------------------------------------- | ----- |
| в том числе:                                   | Городское население                            | 2 407                                          | Процент городского населения, %                | 38,49 |
|                                                | Сельское население                             | 3 847                                          | Процент сельского населения, %                 | 61,51 |
|                                                | Мужское население                              | 3 379                                          | Процент мужского населения, %                  | 54,03 |
|                                                | Женское население                              | 2 875                                          | Процент женского населения, %                  | 45,97 |
| Плотность населения, чел/км²                   | Плотность населения, чел/км²                   | Плотность населения, чел/км²                   | Плотность населения, чел/км²                   | 0,98  |
| Население муниципалитета в % к населению штата | Население муниципалитета в % к населению штата | Население муниципалитета в % к населению штата | Население муниципалитета в % к населению штата | 0,45  |

По данным оценки 2016 года население муниципалитета составляет 6 486 жителей.

## Статистика
- Валовой внутренний продукт на 2003 составляет 9.120.607,00 реалов (данные: Бразильский институт географии и статистики).
- Валовой внутренний продукт на душу населения на 2003 составляет 1.592,56 реалов (данные: Бразильский институт географии и статистики).
- Индекс развития человеческого потенциала на 2000 составляет 0,626 (данные: Программа развития ООН).

## Важнейшие населенные пункты
| № | Населённый пункт | Населённый пункт (порт.) | Категория | Население чел. (2010) | На карте                       |
| - | ---------------- | ------------------------ | --------- | --------------------- | ------------------------------ |
| 1 | Риу-Сону         | Rio Sono                 | город     | 2 407                 | 9°20′47″ ю. ш. 47°53′44″ з. д. |
| 2 | Брежу-Фунду      | Brejo Fundo              | поселок   | 414                   | 9°39′33″ ю. ш. 47°40′43″ з. д. |
| 3 | Мансинья         | Mansinha                 | поселок   | 370                   | 9°27′36″ ю. ш. 47°19′47″ з. д. |
| 4 | Нову-Оризонти    | Novo Horizonte           | поселок   | 157                   | 9°57′31″ ю. ш. 47°40′21″ з. д. |
| 5 | Бонфинополис     | Bonfinópolis             | поселок   | 55                    | 9°48′48″ ю. ш. 47°48′47″ з. д. |
| 6 | Барра-ду-Фавейра | Barra do Faveira         | поселок   | 49                    | 9°48′01″ ю. ш. 47°51′46″ з. д. |